# Winglet
Winglets er navnet på de opadgående, aerodynamiske finner, der sidder for enden af hovedvingen på nogle moderne passagerfly og svævefly. Man designer vingerne med winglets for at få en bedre ydelse (f.eks. brændstoføkonomi), da de giver mere opdrift til den yderste del af vingen, plus at de hjælper til med at ødelægge bremsende hvirvelstrømme af luft, der ellers dannes bag det yderste af vingen. 
Man deler normalt winglets ind i tre hovedtyper. 
- 'Blended winglets' som dem vi ser her på billedet, der er en forlængelse af vingens form.
- 'Raked wingtips' der er en winglet der horisontalt giver vingetippen større areal og mindre 'drag'.
- 'Wingtip fences' der er en vertikal winglettype der rager lige meget op på over undersiden af vingen. Kendes fra flytypen Airbus A320.

## Udbredte flytyper med markante winglets
- Boeing 737-300 (eftermonteret)/700/800
- Boeing 747-400
- Boeing 747-8
- Boeing 757 (eftermonteret)
- Boeing 767 (eftermonteret)
- Airbus A318/A319/A320/A321
- Airbus A330/340
- Airbus A380
- McDonnell Douglas MD-11
- Embraer EMB 170/190